# Copidognathus raekor
Copidognathus raekor is een mijtensoort uit de familie van de Halacaridae. De wetenschappelijke naam van de soort is voor het eerst geldig gepubliceerd in 1973 door Bartsch.